# 小野車站 (長野縣)
小野站（日语：／ Ono eki */?）是東日本旅客鐵道（JR東日本）的鐵路車站，位於日本長野縣上伊那郡辰野町大字小野。

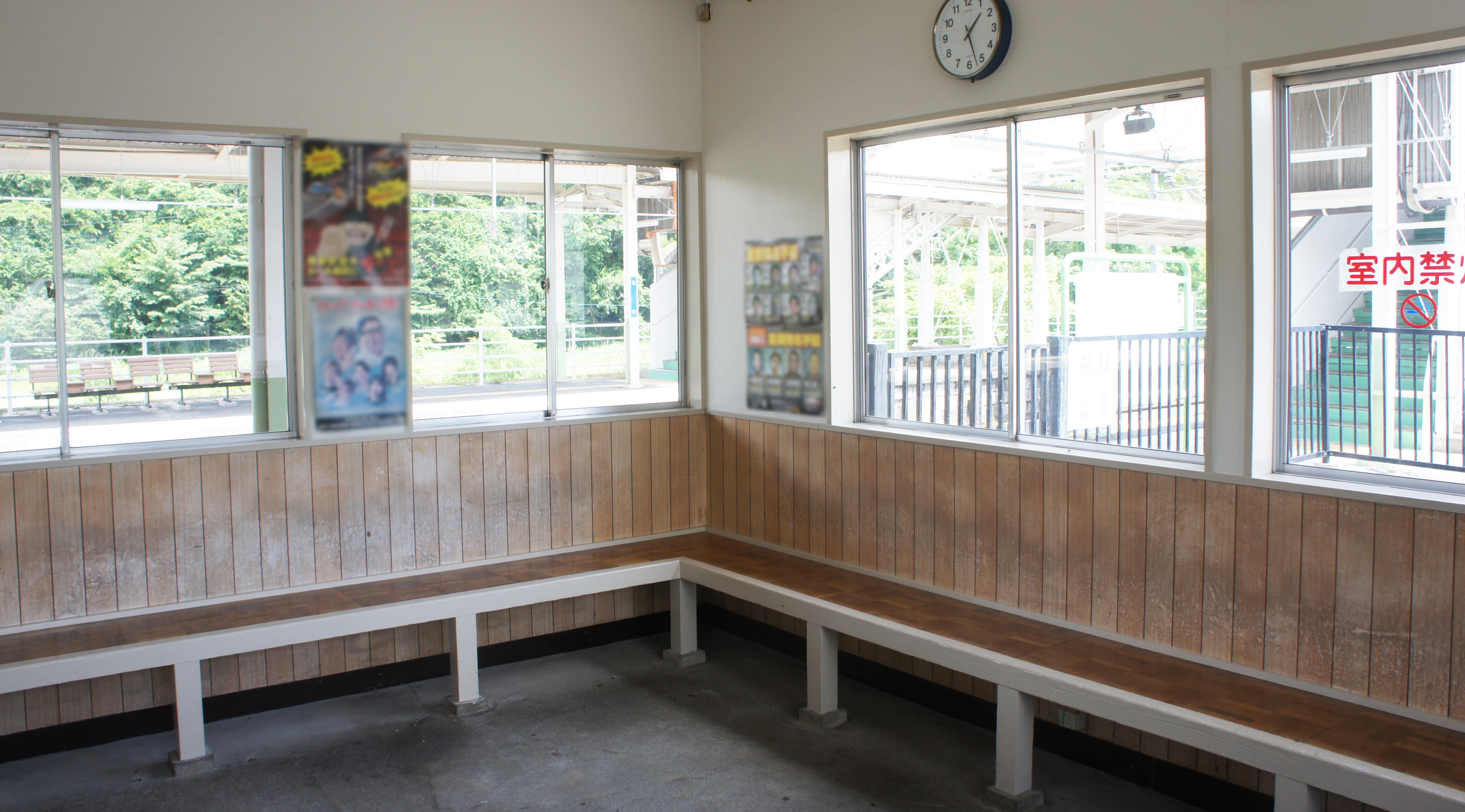
車站內部(2021年7月)

## 历史
- 1906年（明治39年）6月11日：開業[1]，為鐵道省的一個車站。
- 1949年（昭和24年）6月1日：成為日本國有鐵道的一個車站。
- 1982年（昭和57年）10月31日：停止辦理貨運業務。
- 1987年（昭和62年）4月1日：國鐵分割民營化，成為東日本旅客鐵道的一個車站。
- 2014年（平成26年）4月1日：本站被编入東京近郊區間，可以使用Suica。

## 車站結構

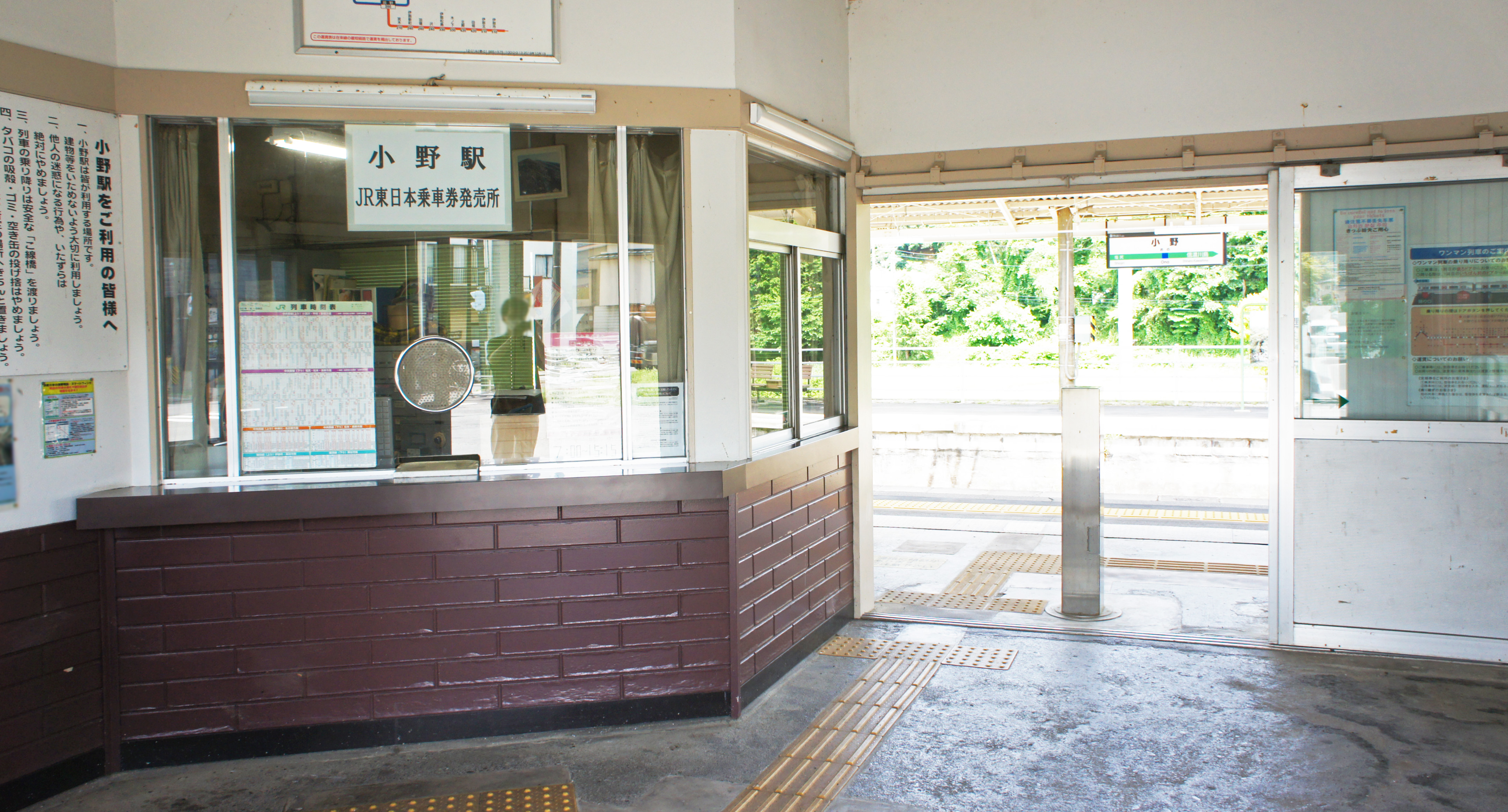
驗票口(2021年7月)

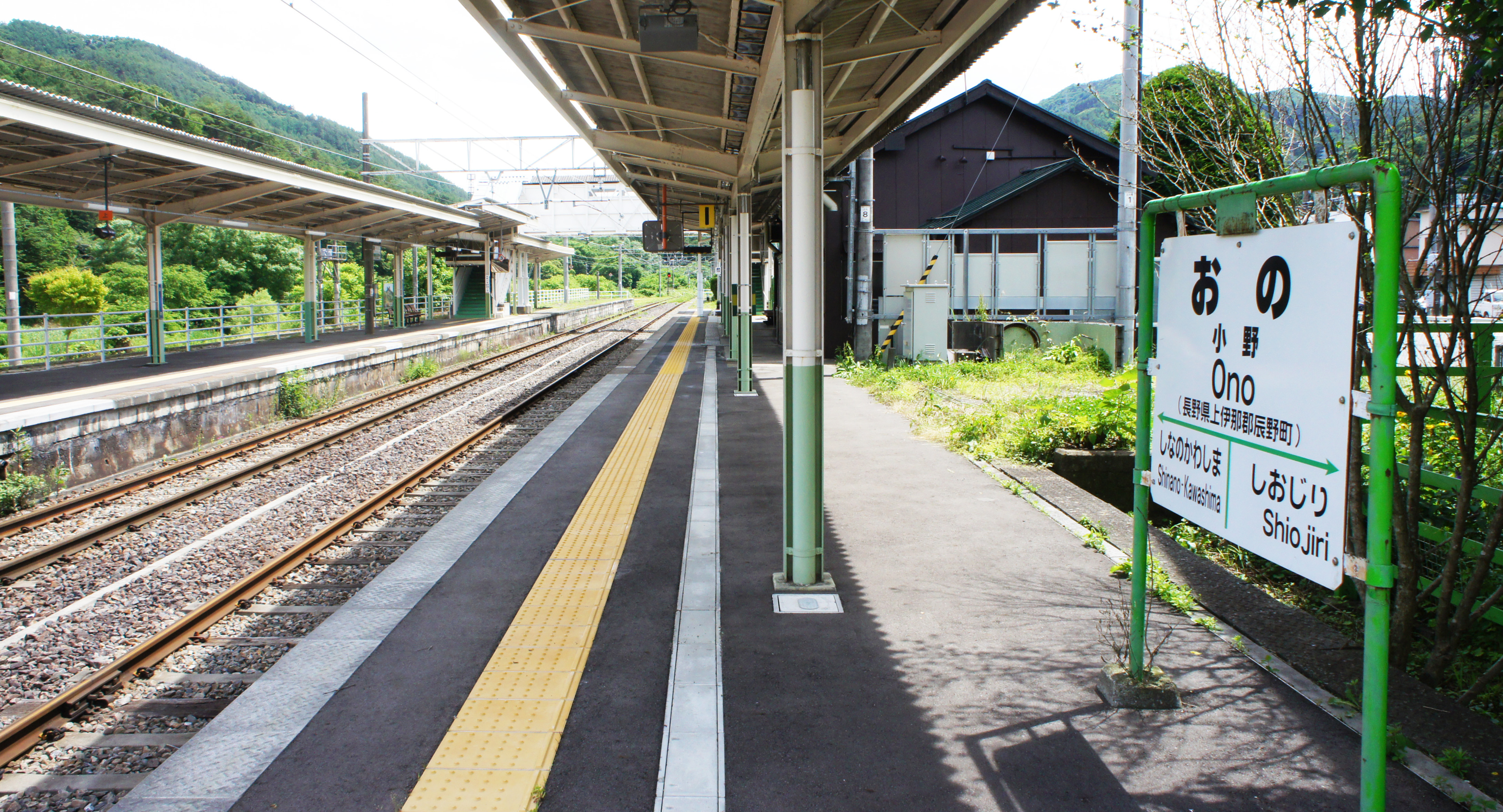
月台(2021年7月)

本站為對向式月台2面2線的地面車站，並有天橋連接。

### 月台配置
| 月台 | 路線      | 方向 | 目的地             |
| ---- | --------- | ---- | ------------------ |
| 1    | ■中央本線 | 下行 | 鹽尻方向           |
| 2    | ■中央本線 | 上行 | 信濃川島、辰野方向 |

（來源：JR東日本:車站構內圖 （页面存档备份，存于））

## 使用情況
根據JR東日本，2019年度（令和元年度）1日平均上車人次為124人。
近年的推移如下表。
| JR上車人次推移     | JR上車人次推移   | JR上車人次推移  |
| 年度               | 1日平均 上車人次 | 來源            |
| ------------------ | ---------------- | --------------- |
| 2000年（平成12年） | 282              | [ 利用客数 2 ]  |
| 2001年（平成13年） | 256              | [ 利用客数 3 ]  |
| 2002年（平成14年） | 236              | [ 利用客数 4 ]  |
| 2003年（平成15年） | 223              | [ 利用客数 5 ]  |
| 2004年（平成16年） | 212              | [ 利用客数 6 ]  |
| 2005年（平成17年） | 209              | [ 利用客数 7 ]  |
| 2006年（平成18年） | 196              | [ 利用客数 8 ]  |
| 2007年（平成19年） | 202              | [ 利用客数 9 ]  |
| 2008年（平成20年） | 205              | [ 利用客数 10 ] |
| 2009年（平成21年） | 193              | [ 利用客数 11 ] |
| 2010年（平成22年） | 186              | [ 利用客数 12 ] |
| 2011年（平成23年） | 183              | [ 利用客数 13 ] |
| 2012年（平成24年） | 175              | [ 利用客数 14 ] |
| 2013年（平成25年） | 166              | [ 利用客数 15 ] |
| 2014年（平成26年） | 160              | [ 利用客数 16 ] |
| 2015年（平成27年） | 158              | [ 利用客数 17 ] |
| 2016年（平成28年） | 155              | [ 利用客数 18 ] |
| 2017年（平成29年） | 143              | [ 利用客数 19 ] |
| 2018年（平成30年） | 131              | [ 利用客数 20 ] |
| 2019年（令和元年） | 124              | [ 利用客数 1 ]  |

## 车站周边
- 國道153號[1]
- 小野神社、矢彦神社
- 古田晁記念館[1]
- 鹽尻市辰野町中學校組合立兩小野中学[1]
- 鹽尻市辰野町中學校組合立兩小野小学[1]

## 相鄰車站
東日本旅客鐵道
■中央本線（辰野支線）
信濃川島－小野－鹽尻

### 使用情況
1. 1 2  . 東日本旅客鉄道.   [2020-07-10]. （原始内容存档于2021-11-06）.
2. ↑  . 東日本旅客鉄道.   [2019-04-16]. （原始内容存档于2018-02-13）.
3. ↑  . 東日本旅客鉄道.   [2019-04-16]. （原始内容存档于2019-04-02）.
4. ↑  . 東日本旅客鉄道.   [2019-04-16]. （原始内容存档于2019-04-02）.
5. ↑  . 東日本旅客鉄道.   [2019-04-16]. （原始内容存档于2019-04-02）.
6. ↑  . 東日本旅客鉄道.   [2019-04-16]. （原始内容存档于2019-04-02）.
7. ↑  . 東日本旅客鉄道.   [2019-04-16]. （原始内容存档于2017-08-08）.
8. ↑  . 東日本旅客鉄道.   [2019-04-16]. （原始内容存档于2019-03-27）.
9. ↑  . 東日本旅客鉄道.   [2019-04-16]. （原始内容存档于2017-08-08）.
10. ↑  . 東日本旅客鉄道.   [2019-04-16]. （原始内容存档于2019-04-02）.
11. ↑  . 東日本旅客鉄道.   [2019-04-16]. （原始内容存档于2019-04-02）.
12. ↑  . 東日本旅客鉄道.   [2019-04-16]. （原始内容存档于2016-03-27）.
13. ↑  . 東日本旅客鉄道.   [2019-04-16]. （原始内容存档于2019-04-02）.
14. ↑  . 東日本旅客鉄道.   [2019-04-16]. （原始内容存档于2019-03-27）.
15. ↑  . 東日本旅客鉄道.   [2019-04-16]. （原始内容存档于2016-03-04）.
16. ↑  . 東日本旅客鉄道.   [2019-04-16]. （原始内容存档于2019-03-06）.
17. ↑  . 東日本旅客鉄道.   [2019-04-16]. （原始内容存档于2019-03-23）.
18. ↑  . 東日本旅客鉄道.   [2019-04-16]. （原始内容存档于2019-02-14）.
19. ↑  . 東日本旅客鉄道.   [2019-04-16]. （原始内容存档于2019-03-25）.
20. ↑  . 東日本旅客鉄道.   [2019-07-10]. （原始内容存档于2021-10-24）.

## 外部連結
- 車站資訊（小野）：東日本旅客鐵道